# Issus (Alto Garona)
Issus é uma comuna francesa na região administrativa da Occitânia, no departamento do Alto Garona. Estende-se por uma área de 7.11 km², com 594 habitantes, segundo o censo de 2018, com uma densidade de 84 hab/km².